# 猪殃殃白粉菌
猪殃殃白粉菌（学名：Erysiphe galii）是属于白粉菌目白粉菌科白粉菌属的一种真菌，寄生在猪殃殃属植物上。该种分布于中国、波兰、罗马尼亚、葡萄牙、瑞士、瑞典、德国等地。